# Aequorea africana
Aequorea africana är en nässeldjursart som beskrevs av Wilfrid Arthur Millard 1966. Aequorea africana ingår i släktet Aequorea och familjen Aequoreidae. Inga underarter finns listade i Catalogue of Life.